# Gerhard Schmid (Unternehmer)
Gerhard Schmid (* 22. Mai 1952 in Selb im Regierungsbezirk Oberfranken) ist ein deutscher Unternehmer. Er gründete den Serviceprovider Mobilcom und den Onlinedienst freenet.de.

## Ausbildung
Nach einer kaufmännischen Lehrzeit finanzierte sich der Sohn eines Maurers und einer Hausfrau sein Studium der Betriebswirtschaft an der Friedrich-Alexander-Universität Erlangen-Nürnberg und an der Universität Regensburg als Eishockeyspieler in Nürnberg und Straubing. Nach dem Studium war er als Eishockeytrainer in Selb und Bayreuth tätig. 1977 begann Schmid bei der Hutschenreuther AG als Vorstandsassistent und stieg zum Vertriebsleiter für die Sparte der Technischen Keramik und zum Direktor für Controlling des Gesamtunternehmens auf. 1986 wechselte Schmid als Geschäftsführer zum Ostseebad Damp, 1989 wurde er bei der Sixt AG Vorstand für Marketing und Vertrieb.

## Unternehmerische Tätigkeit im Telekommunikationsbereich

### MobilCom
1991 gründete er die Mobilcom GmbH & Co KG, zunächst als Serviceprovider für den Mobilfunkbereich, die 1997 unter seiner Führung in eine Aktiengesellschaft umgewandelt und an die Börse gebracht wurde.
Im Jahr 2000 erwarb die France Télécom 28,5 % an der Mobilcom AG. Anfang 2002 kam es zum Streit der Mobilcom-Großaktionäre France Télécom und Schmid über die Geschwindigkeit des Netzausbaus und über Aktienoptionen für Händler, die Schmid durch Aktien einer Gesellschaft absicherte. Im März 2002 verpflichtete sich Schmid zum Verkauf seiner Aktien an einen von France Télécom beizubringenden Investor. Mit den Stimmrechten der France Télécom – Schmid war in dieser Abstimmung nicht stimmberechtigt – verweigerte die Hauptversammlung im Mai 2002 Schmid die Entlastung als Vorstand. Im Juni kündigte France Télécom den Kooperationsvertrag. Schmid wurde daraufhin vom Aufsichtsrat als Vorstandsvorsitzender entlassen. Schmid übertrug im November 2002 seine Aktien und die der Millenium GmbH an einen Treuhänder, den früheren RTL-Chef Helmut Thoma.

### freenet.de
1998 gründete Schmid den kostenlosen Onlinedienst freenet.de, der im deutschen Raum innerhalb kurzer Zeit zum wichtigsten Wettbewerber der etablierten Internet-Anbieter T-Online und AOL wurde. 1999 ging der Onlinedienst unter Schmids Führung als freenet AG ebenfalls an die Börse.

## Rechtliche Auseinandersetzungen

### Germaniahafen
Schmid wollte in der Kieler Förde, an der Hörn, den Germaniahafen innerhalb von 18 Monaten umbauen und Wohnungen, Büros, Gastronomie und Geschäfte ansiedeln. Es entstand das Hochhauscenter am Germaniahafen. Als die Landesbank Sachsen als finanzierende Bank aufgrund des Kursverfalls der Mobilcom-Aktie den Kreditvertrag kündigte, stoppte Schmid die Baumaßnahmen. Er beantragte beim Amtsgericht Flensburg (Az.: 56 IN 60/03) im Februar 2003, das Insolvenzverfahren über sein Vermögen zu eröffnen. Das Insolvenzverfahren wurde im Mai 2003 eröffnet. 2009 stellte das Landgericht Kiel fest, dass die Kreditkündigung der Landesbank Sachsen unberechtigt und unwirksam war.

### Mobilcom AG
Schmid und die Millenium GmbH verklagten die France Télécom auf Schadensersatz und gingen im Wege der Anfechtung gegen Hauptversammlungsbeschlüsse der Mobilcom AG vor. Diese Anfechtungsklagen endeten in einem Vergleich mit dem neuen Mobilcom-Vorstand.
Im Rahmen der Einigung mit France Télécom hatte der ehemalige RTL-Geschäftsführer Helmut Thoma mehr als 20 Millionen Aktien von Schmid und der Millenium GmbH als Treuhänder übernommen. Schmids Insolvenzverwalter verklagte Helmut Thoma, da er seiner Informationspflicht und seiner Vermögensbetreuungspflicht nicht ausreichend nachgekommen sein soll. Dies bestätigte das Oberlandesgericht Schleswig und verurteilte Thoma rechtskräftig.
Im Mai 2013, kurz vor Beendigung der 10-jährigen Verjährungsfrist, eröffnete das Landgericht Kiel ein Hauptverfahren wegen des Vorwurfs eines Insolvenzvergehens gegen Schmid. Die Staatsanwaltschaft wirft ihm vor, zwischen 2002 und 2004 – am Insolvenzverwalter vorbei – 2,9 Mio. Mobilcom-Aktien mit einem damaligen Wert von 14 Mio. Euro nach Liechtenstein auf ein Depot seiner Ehefrau, die wegen Beihilfe ebenfalls angeklagt ist, verschoben zu haben.

### Händlermotivationsprogramm
2003 erhob die Staatsanwaltschaft Kiel Anklage wegen des von Schmid im Zusammenhang mit dem Händlermotivationsprogramm zum UMTS-Aufbau veranlassten Aktienoptionsgeschäftes. Das Landgericht Kiel entschied Anfang 2007, das Hauptverfahren nicht zu eröffnen. Die Staatsanwaltschaft legte dagegen Widerspruch ein und am 18. Januar 2009 wurde Schmid wegen Bankrotts verurteilt. Auf die Revision der Verteidigung hob der Bundesgerichtshof das Urteil auf und verwies das Verfahren zur erneuten Verhandlung an das Landgericht Kiel zurück. Anwaltlich vertreten wird Schmid unter anderem vom FDP-Politiker Wolfgang Kubicki.

## Sonstiges
Schmid war mit Sibylle Schmid-Sindram verheiratet. Schmid war Geschäftsführer von Bonus Strom, einem Stromanbieter, der später von seiner Frau geführt wurde.
Seit Mitte 2016 ist Schmid als Berater für Start-ups tätig. Von 2019 bis 2024 arbeitete er als Chief Operating Officer bei der Berliner Online-Marketing-Agentur LEAP/.